# Паинг Такхон
Паинг Такхон (Пайн Танкхоун, бирм. ပိုင်တံခွန်; род. 17 сентября 1996 года) — бирманский актёр, певец и модель. Свою карьеру в индустрии развлечений он начал в 2014 году в качестве модели на подиуме.
В 2018 году Пайнг Такхон был участником программы BuzzFeed «23 потрясающих южноазиатских мужчины, которые слишком красивы для слов». В 2019 году он был включён в «10 лучших актёров» по версии The Myanmar Times. 

## Биография

### Ранние годы
Паинг Такхон родился 17 сентября 1996 года в городе Котаун, регион Танинтайи, Мьянма, в семье Тхун Мо и его жены Кхин Чжу. Однако вырос он в Кхамочжи. Является четвёртым ребёнком из шести братьев и сестёр: у него есть старший брат, две старшие сестры и два младших брата. Паинг окончил среднюю школу № 1 Кхамочжи. В 2014 году Паинг переехал в Янгон, чтобы стать моделью. В настоящее время он учится в Университете дистанционного образования в Янгоне по специальности психология.

### Карьера

#### 2014–2016 годы: Начало модельной карьеры
Он присоединился к модельному тренингу Джона Лвина в 2014 году. С тех пор он прошёл профессиональную подготовку по моделированию и подиуму. Он начал свою карьеру в индустрии развлечений в качестве модели на подиумах в рамках Международного модельного агентства John Lwin's Star & Model International Modeling Agency. Затем последовали предложения по рекламе на телевидении, а затем и на DVD. Он снялся во многих музыкальных клипах и в качестве фотомодели на обложках журналов. Его трудолюбие в качестве модели и роли в рекламе было замечено киноиндустрией, и вскоре поступили предложения о кастинге в кино.
В 2016 году он посетил Индонезию, чтобы принять участие в «Asean Celebrity Explore Quest Malaysia 2016» вместе с Нан Су Яти Со. Они вместе исполнили танец У Шве Йо и До Мо.

#### 2017–настоящее время: Актёрский дебют и растущая популярность
Получив известность к 2017 году, он стал актёром. Паинг дебютировал в главной роли в фильме «Полуночный путешественник» (Midnight Traveller). Затем снялся в драматическом фильме «Плохие парни 2» (Angel of Bad Boys), где также сыграл главную роль. В 2018 году он сыграл главную мужскую роль в боевике ужасов «Таман Чжа».
В марте 2019 года было объявлено, что он был выбран на главную мужскую роль в документальном драматическом сериале «Записки путешественника» (бирм. ခရီးသွားကောက်ကြောင်း), а в апреле он снялся в фильме ужасов «Кто он?» (бирм. သူဘယ်သူလဲ).
3 августа 2019 года Паинг провёл большую встречу с фанатами в Бангкоке, Таиланд. 
28 декабря 2021 года издание TC Candler назвало Такхона обладателем самого красивого мужского лица в мире. Редакция также призвала освободить его из тюрьмы, в которой актёр находится с апреля.

## Общественная позиция
Помимо всего, Паинг Такхон является послом АСЕАН, а 21 сентября 2019 года был назначен послом Мьянмы по туризму в Таиланде Ассоциацией туристического маркетинга Мьянмы совместно с Федерацией туризма Мьянмы. 
В феврале 2021 года поддержал начавшиеся массовые протесты против военного переворота. Неоднократно сам принимал активное участия в акциях протеста.

### Арест
7 апреля 2021 года Государственный административный совет выдал ордер на его арест в соответствии с разделом 505 (а) Уголовного кодекса за выступление против военного переворота. Вместе с несколькими другими знаменитостями ему было предъявлено обвинение в «призыве к участию в „Движении гражданского неповиновения“ и нанесении ущерба способности государства управлять», а также в «поддержке Представительного комитета Ассамблеи Союза», и в целом в «подстрекательстве людей к нарушению мира и стабильности в стране».
8 апреля он был арестован и заключён под стражу в районе Северного Дагона в Янгоне в 5:00 утра возле дома его матери.
Был приговорён к трём годам заключения и каторжным работам за участие в массовых акциях протеста против военной хунты Мьянмы. Семья Такхона подала апелляцию в суд.
2 марта 2022 года был освобожден из тюрьмы Инсейн по государственному помилованию.

## Музыкальная карьера
Паинг Такхон начал петь в 2017 году. Он выпустил свой дебютный сольный альбом «Chit Thu» («Любовник», бирм. ချစ်သူ) 16 сентября 2017 года. Все вырученные деньги от продажи альбомов он пожертвовал детям-сиротам из школы Ананда Метта. 

## Посол брендов
Он также известен как лицо многих брендов. Первым брендом, у которого Паинг стал послом, стал Pond в Мьянме в 2014 году. В 2019 году он начал работать послом для таких крупных брендов, как Oppo Myanmar, Telenor Myanmar, Sunkist Myanmar, T247 energy drink и Sailun Tire Myanmar.

## Бизнес
Паинг Такхон — деловой партнёр и акционер United Amara Bank. Он также является основателем компании по производству косметических товаров.

## Фильмография
| Год  |   | Русское название          | Оригинальное название | Роль |
| ---- | - | ------------------------- | --------------------- | ---- |
| 2017 | ф | Полуночный путешественник | သန်းခေါင်ယံခရီးသည်များ            |      |
| 2017 | ф | Плохие парни 2            | လူဆိုးလေးများ ၂                |      |
| 2018 | ф | Таман Чжа                 | သမန်းကျား                  |      |
| 2024 | ф | Приют. Шёпот призраков    | បណ្ដាសានាងរាត្រី             |      |
| TBA  | ф | Кто он?                   | သူဘယ်သူလဲ                 |      |
| TBA  | с | Записки путешественника   | ခရီးသွားကောက်ကြောင်               |      |

## Дискография

### Сольные альбомы
- 2016 — «Chit Thu» (ချစ်သူ) («Любовник»)